# عودد ماخنس
عودد ماخنس (عبری: עודד מכנס‎؛ زادهٔ ۸ ژوئن ۱۹۵۶) بازیکن فوتبال اهل اسرائیل بود.
از باشگاه‌هایی که در آن بازی کرده‌است می‌توان به باشگاه فوتبال مکابی تل آویو، باشگاه فوتبال مکابی پتخ تیکوا، و باشگاه فوتبال مکابی نتانیا اشاره کرد.
وی همچنین در تیم ملی فوتبال اسرائیل بازی کرده‌است.